# 極北 (ロシア)

極北
極北に相当する地域

極北 (きょくほく、英語: Extreme North, Far North、ロシア語: Крайний Север, Дальний Север、ロシア極北や極北ロシアとも呼ばれる) はロシアの領土のうち、北極圏付近に位置する地域を指す名称である。この地域には莫大な鉱物資源や天然資源が眠っているとされている。
正式には、極北地域はヤクーチア、マガダン州、カムチャツカ州、ムルマンスク州から構成されており、さらにアルハンゲリスク州、コミ共和国、チュメニ州、クラスノヤルスク地方、イルクーツク州、サハリン州、ハバロフスク地方の一部都市・地域、北極海の島々、北極海、ベーリング海、オホーツク海が含まれる。ロシアでは、極北以外の地域において厳寒な気候下で作業を行った場合の労働補償の表現として、「極北の気候に匹敵する」というものがある。

## 法的地位
極北地域は極めて厳寒な気候で知られている。伝統産業に従事する先住民族や強制労働収容所 (例：ソビエト連邦のグラーク) の受刑者以外の極北で働く人々は「北部ボーナス」として通常より賃金が上乗せにある仕組みになっており、休暇や障害給付金、年金、住宅手当などについても通常より良い待遇を受けることができるようになっている。
2007年1月、国家院北部極東問題委員会は「極北地域とそれに等しい地域の一覧」 (ロシア語: О перечне районов Крайнего Севера и приравненных к ним местностей)法案を労働補償法案の一部として承認した。これにはロシア連邦労働法改正に対応する法案とともに、О государственных гарантиях и компенсациях для лиц, работающих и проживающих в районах Крайнего Севера и приравненных к ним местностях (極北地域とそれに等しい地域で労働、居住する人々に対する政府保障及び補償法案)、О районировании Севера РФ (ロシア連邦北部地方の区分法案) が含まれていた。一覧によれば、極北地域は「極めて居住が困難な地域」と「完全に居住が困難な地域」の二つのカテゴリに分かれる。